# Sabrina Palie
Sabrina Palie (Lione, 23 luglio 1981) è un'ex cestista francese.

## Carriera
Vice-campionessa d'Italia con l'Acer Priolo nel 2005-06.
Campionessa della WNBA con le Detroit Shock nel 2006.
Nel 2005, ha totalizzato 10 punti in 3 partite con la Nazionale francese.

## Statistiche
Dati aggiornati al 5 luglio 2011.
| Stagione | Squadra                 | Competizione | Partite | Partite | Partite | Statistiche tiro | Statistiche tiro | Statistiche tiro | Altre statistiche | Altre statistiche | Altre statistiche | Altre statistiche | Altre statistiche |
| Stagione | Squadra                 | Competizione | Pres.   | Titol.  | Minuti  | Tiri da 2        | Tiri da 3        | Liberi           | Rimb.             | Assist            | Rubate            | Stopp.            | Punti             |
| --- | ----------------------- | ------------ | ------- | ------- | ------- | ---------------- | ---------------- | ---------------- | ----------------- | ----------------- | ----------------- | ----------------- | ----------------- |
| 1999-2000 | Valenciennes            | LFB          | 12      |         |         | 10/34            | 1 r.             | 10/11            |                   |                   |                   |                   | 33                |
| 2000-2001 | Reims                   | LFB          | 28      |         |         | 75/195           | 23 r.            | 44/63            |                   |                   |                   |                   | 263               |
| 2001-2002 | Reims                   | LFB          | 28      |         |         | 69/190           | 26 r.            | 43/54            |                   |                   |                   |                   | 259               |
| 2002-2003 | Reims                   | LFB          | 28      |         |         | 99/193           | 43/123           | 68/85            | 2,3               |                   |                   |                   | 395               |
| 2003-2004 | Acer Priolo             | Serie A1     | 20      | 0       | 555     | 96/174           | 45/104           | 62/71            | 48                | 29                | 56                | 0                 | 480               |
| 2004-2005 | Acer Priolo             | Serie A1     | 32      | 0       | 1047    | 144/300          | 62/192           | 81/101           | 104               | 31                | 76                | 0                 | 555               |
| 2005-2006 | Acer Priolo             | Serie A1     | 42      | 40      | 1431    | 201/412          | 50/173           | 124/159          | 140               | 42                | 139               | 0                 | 676               |
| 2006 | Detroit Shock           | WNBA         | 11      | 0       | 51      | 5/25             | 2/5              | 0                | 4                 | 6                 | 1                 | 1                 | 12                |
| 2006-2007 | Trogylos Priolo         | Serie A1     | 33      | 32      | 1024    | 168/321          | 29/100           | 83/106           | 115               | 52                | 68                | 0                 | 506               |
| 2007-2008 | Acer Priolo             | Serie A1     | 26      | 14      | 735     | 79/174           | 19/63            | 51/77            | 70                | 27                | 73                | 1                 | 266               |
| 2008-2009 | Union Hainaut Basket    | LFB          | 29      |         |         | 58/142           | 15/57            | 35/39            | 1,9               |                   |                   |                   | 196               |
| '09-nov. '09 | Pays d'Aix Basket 13    | LFB          | 7       |         |         | 19/41            | 5/22             | 6/10             | 1,6               |                   |                   |                   | 59                |
| nov. '09-'10 | Napoli Basket Vomero    | Serie A1     | 25      | 17      | 676     | 65/147           | 24/71            | 74/94            | 81                | 27                | 67                | 2                 | 276               |
| 2010-2011 | Challes-les-Eaux Basket | LFB          | 26      |         |         | 41/96            | 5/37             | 24/37            | 1,4               |                   |                   |                   | 121               |
| Totale carriera |                         |              |         |         |         |                  |                  |                  |                   |                   |                   |                   |                   |
| Nota: per la NBA, la WNBA e la NCAA, la colonna "Tiri da 2" comprende la somma dei tiri dal campo (tiri da 2 + tiri da 3). |                         |              |         |         |         |                  |                  |                  |                   |                   |                   |                   |                   |